# Flash Gordon's Trip to Mars
Călătoria lui Flash Gordon spre Marte (titlu original: Flash Gordon's Trip to Mars) este un film SF serial american din 1938 regizat de Ford I. Beebe și Robert F. Hill. În rolurile principale joacă actorii Larry "Buster" Crabbe, Jean Rogers și Frank Shannon.

## Capitole
1. New Worlds to Conquer
2. The Living Dead
3. Queen of Magic
4. Ancient Enemies
5. The Boomerang
6. Tree-men of Mars
7. The Prisoner of Mongo
8. The Black Sapphire of Kalu
9. Symbol of Death
10. Incense of Forgetfulness
11. Human Bait
12. Ming the Merciless
13. The Miracle of Magic
14. A Beast at Bay
15. An Eye for an Eye

Sursa:

## Distribuție
- Buster Crabbe ca Flash Gordon
- Jean Rogers ca Dale Arden
- Charles B. Middleton ca Ming the Merciless. Ming este prezentat ca un diavol în serial, spre deosebire de primul serial unde apare ca un Fu Manchu).[2]
- Frank Shannon ca Dr. Alexis Zarkov
- Beatrice Roberts ca Queen Azura
- Donald Kerr ca Happy Hapgood
- Richard Alexander ca Prince Barin
- C. Montague Shaw ca Clay King
- Wheeler Oakman ca Tarnak
- Kenne Duncan ca Airdrome captain
- Warner Richmond ca Zandar